# Adam Henrique
Adam Henrique (Brantford, 6 febbraio 1990) è un hockeista su ghiaccio canadese professionista che gioca nel ruolo di centro per gli Anaheim Ducks. Ha origini portoghesi e polacche.

## Carriera
Cominciò la sua carriera con i Windsor Spitfires della OHL, con cui vinse due Memorial Cup nel 2009 e nel 2010. Nel 2008, intanto, era stato selezionato per la NHL dai New Jersey Devils, risultando l'ottantaduesima scelta del draft. Diventò parte della rosa della squadra di Newark nella stagione 2010-2011, giocando però più spesso in AHL con gli affiliati degli Albany Devils; l'11 aprile 2011, comunque, riuscì a debuttare in NHL nella gara contro i Boston Bruins.
Nella stagione seguente guadagnò più spazio, riuscendo anche a segnare il suo primo gol con i Devils e nella lega contro i Philadelphia Flyers, il 3 novembre. Due sere dopo realizzò una doppietta nella partita con i Winnipeg Jets, con il secondo arrivato nei supplementari, dando pertanto ai suoi la vittoria. Nel primo turno di playoff, in gara-7 contro i Florida Panthers, Henrique mise a segno due gol, il secondo in overtime: era la seconda volta che un rookie segnava un gol vincente nella storia dei playoff di Stanley Cup. Il 25 maggio segnò il gol in overtime che permise ai Devils di superare i New York Rangers ed andare in finale di playoff, perdendo però la serie per 4-2 con i Los Angeles Kings; Henrique realizzò l'unico gol dei Devils nell'ultima partita della serie, persa per 6-1 con i californiani. Era stato nominato al Calder Trophy, riconoscimento assegnato al miglior rookie della lega, ma il trofeo fu vinto da Gabriel Landeskog.
Ha iniziato la stagione 2012-2013 giocando per gli Albany Devils, a causa del lock out dell'NHL. È tornato nel New Jersey in seguito alla riapertura del campionato, avvenuta il 16 gennaio 2013. Ha segnato 11 reti e 5 assist in 42 partite, ma i Devils non hanno raggiunto i playoff. Nell'estate del 2013 Henrique prolungò il proprio contratto per altre sei stagioni.
Nel novembre del 2017 è passato agli Anaheim Ducks.
Con la maglia del Canada ha disputato due edizioni dei mondiali, giungendo in entrambi i casi in finale: argento nel 2019 e oro nel 2021.

## Palmarès

### Nazionale
- Campionato mondiale di hockey su ghiaccio:

: Riga 2021
: Bratislava/Kosice 2019

### Club
- Ontario Hockey League: 2

Windsor: 2008-2009, 2009-2010
- Memorial Cup: 2

Windsor: 2009, 2010

### Individuale
- NHL All-Rookie Team: 1

2011-2012
- OHL All-Star Game: 1

2010
- OHL Playoffs MVP Wayne Gretzky 99 Award: 1

2009-2010